# Heinrich Natter

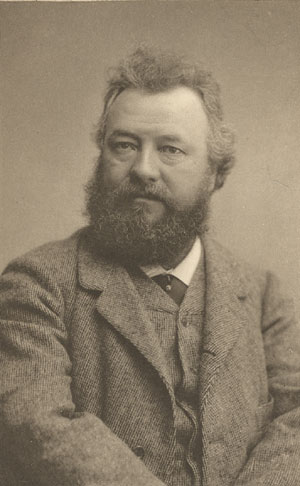
Heinrich Natter

Heinrich Natter (* 16. März 1844 in Graun, Südtirol; † 13. April 1892 in Wien) war ein österreichischer Bildhauer.

## Leben

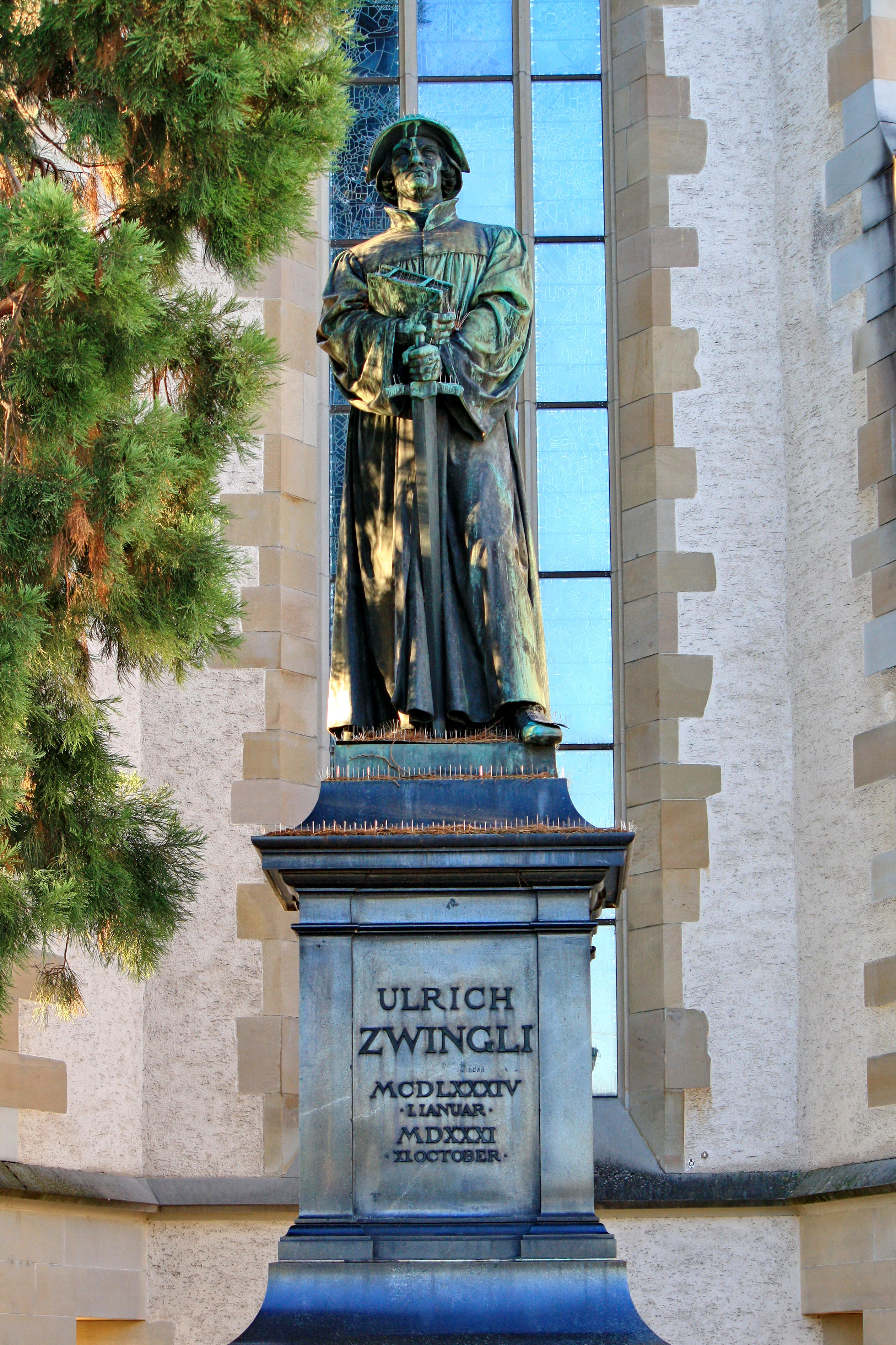
Zwingli-Denkmal in Zürich

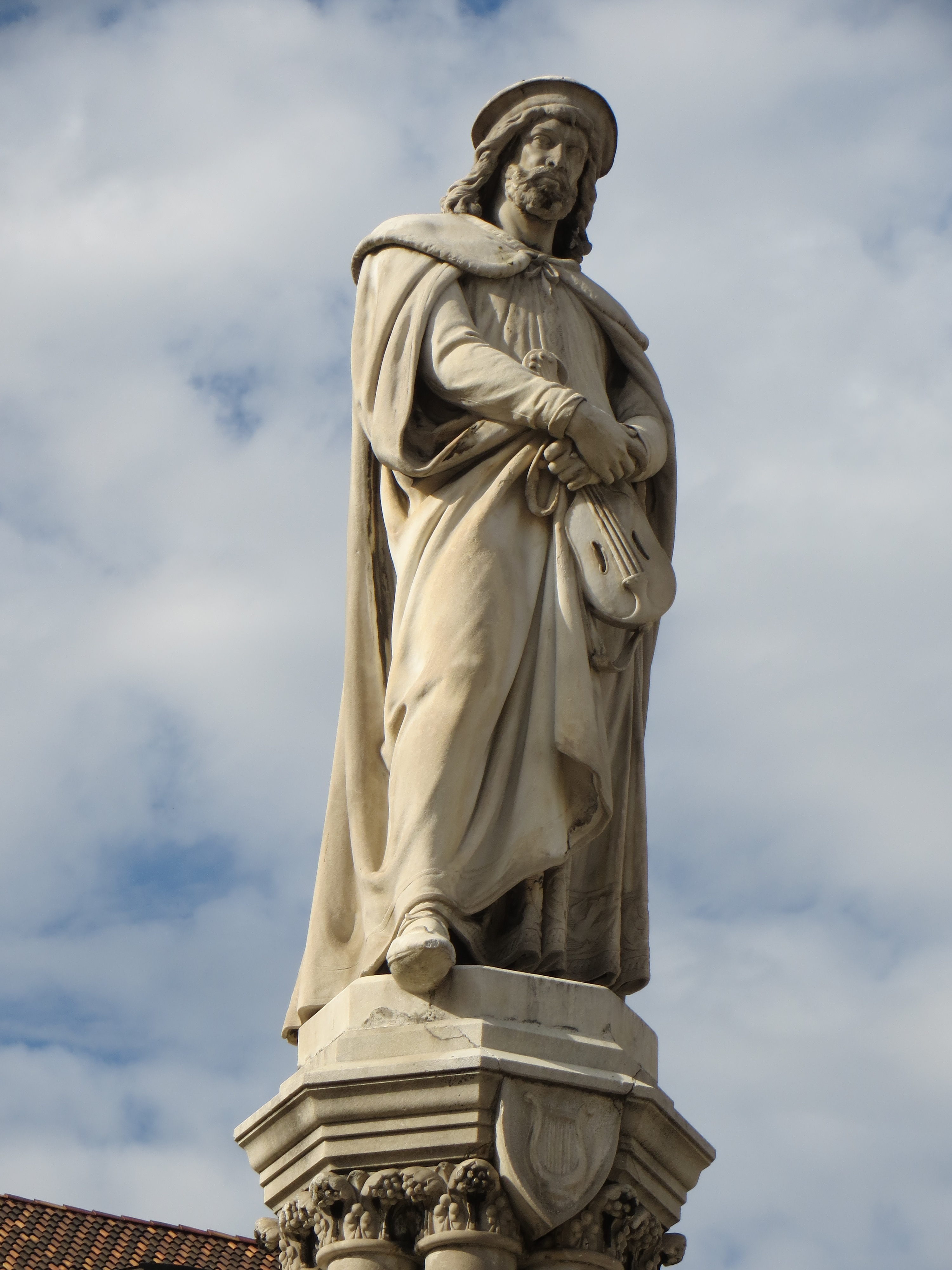
Walther-Denkmal in Bozen

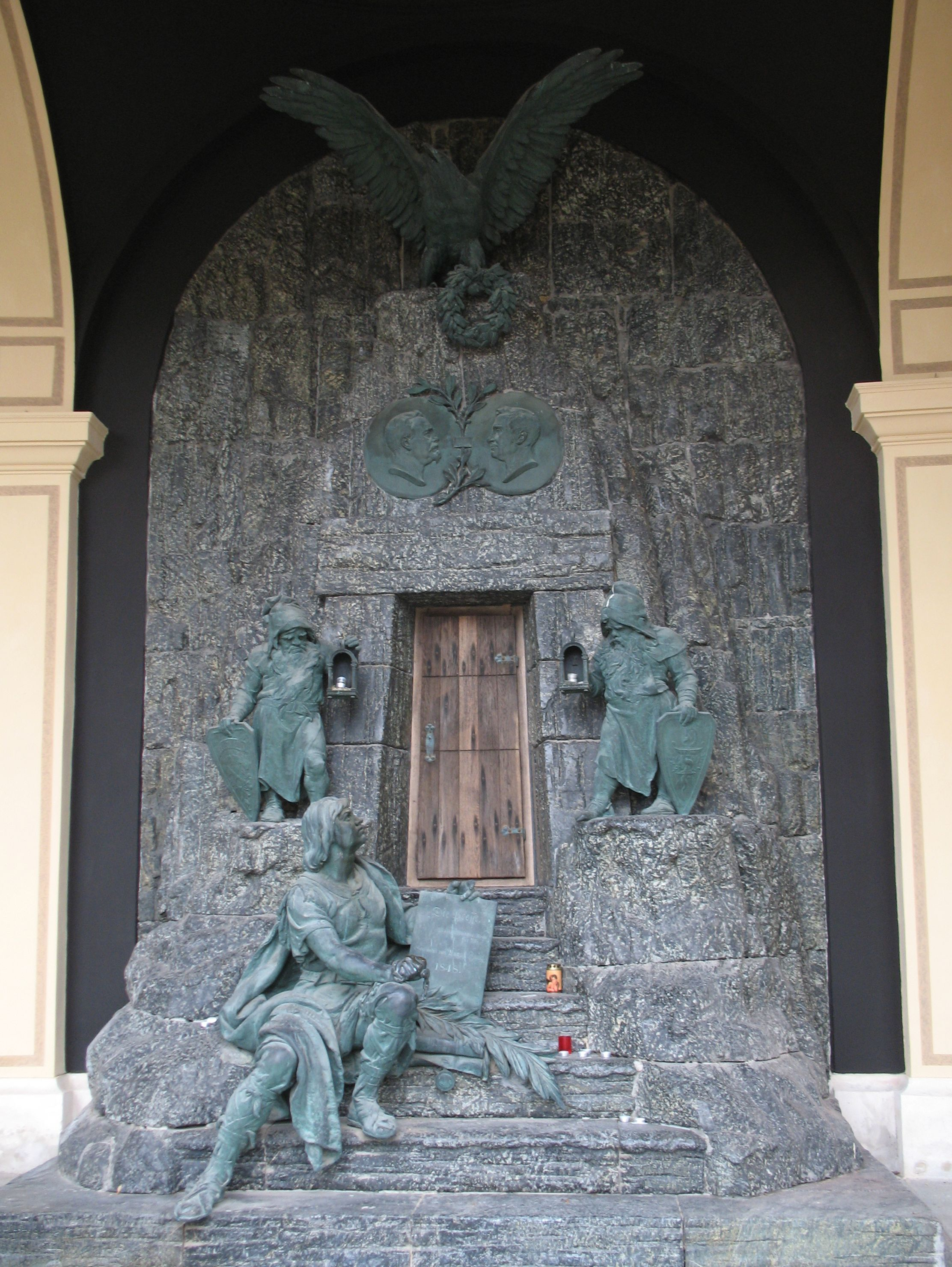
Zang-Gruft auf dem Wiener Zentralfriedhof

Heinrich Natter machte nach dem Abbruch des Realgymnasiums in Innsbruck von 1858 bis 1863 eine Bildhauerlehre bei Franz Xaver Pendl in Meran. Danach besuchte er die Polytechnische Schule in Augsburg und studierte von 1864 bis 1867 an der Akademie der bildenden Künste München bei Max von Widnmann. Nach einer ausgedehnten Italienreise mit Aufenthalten in Rom und Florenz kehrte er 1868 nach München zurück, wo er erste Erfolge mit Porträtbüsten hatte und 1872 seinen ersten Denkmalauftrag erhielt (eine Stele für Robert Schumann in Leipzig). Ab 1875 beschäftigte er sich mit einem Denkmal für Walther von der Vogelweide für Bozen. 1876 übersiedelte er nach Wien, wo er  trotz mehrerer Aufträge anfangs schwer Fuß fassen konnte. In Wien verkehrte er mit liberalen Publizisten und Literaten, vor allem mit Ludwig Speidel, aber auch mit konservativen Dichtern wie Richard von Kralik. In seinen letzten Lebensjahren war er auch schriftstellerisch tätig.
Heinrich Natter war mit Ottilie Hirschl verheiratet, einer Cousine von Carl Colbert, welche die Stieftochter Selma (* 1871) in die Ehe mitbrachte. 1876 wurde der gemeinsame Sohn Siegfried geboren.
Der Leichnam des Verstorbenen wurde am 16. April 1892 vom Trauerhaus, Wien II., Schüttelstraße 3, letztwillig nach Zürich zur Kremation überführt und dort beigesetzt.
Natter arbeitete oft mit dem Architekten Otto Hieser zusammen. Er schuf Denkmäler unter anderem in Leipzig, Zürich, Bozen und Wien. Seine Werke zeigen kraftvolle Monumentalität und größtmögliche Naturnähe ohne romantische Idealisierung. Beeinflusst durch den Wagner-Kreis um Heinrich Porges in München spielen Themen aus der nordischen Mythologie eine zentrale Rolle in seinem Werk. 1885 wurde nach drei Wettbewerben, in denen sich Natter schließlich gegen den Schweizer Bildhauer Ferdinand Schlöth durchsetzte, in Zürich das Standbild von Huldrych Zwingli aufgestellt.
Das Denkmal für den Schweizer Reformator, das Natter selbst als seinen künstlerischen Höhepunkt ansah, machte ihn zur Zielscheibe der katholisch-konservativen Kunstkritik in seiner Heimat. Auch die Erteilung des Auftrags für das Andreas-Hofer-Denkmal auf dem Bergisel an Natter sorgte für Kontroversen.
Mit dem Bozner Walther-Denkmal schuf Natter 1889 eine kultur- und deutsch-national aufgeladene Wächterfigur in einem deutschsprachigen Grenzgebiet zu Italien.

## Ehrungen
- Ritterkreuz des Franz-Joseph-Ordens
- Im Jahr 1894 wurde in Wien-Hernals (17. Bezirk) die Nattergasse nach ihm benannt.

## Werke

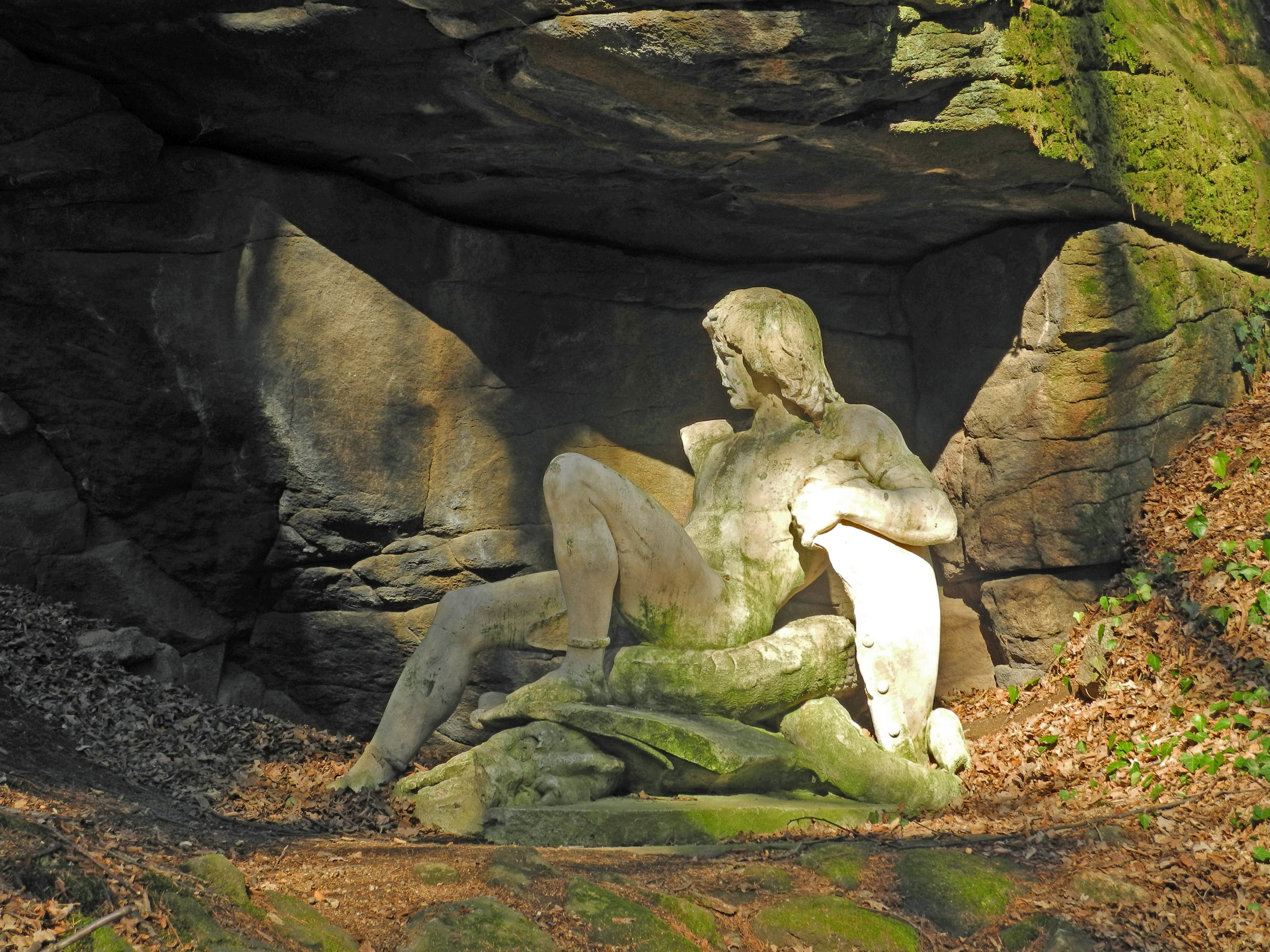
Skulptur Siegfried in der Drehsaer Schweiz

- Haydndenkmal, enthüllt am 31. Mai 1887 vor der Mariahilfer Kirche im 6. Wiener Gemeindebezirk[9]
- Skulpturen für das Burgtheater (1887)
- Huldrych-Zwingli-Denkmal bei der Wasserkirche in Zürich (enthüllt am 25. August 1885[10])
- Walther-Denkmal in Bozen (1889)[11]
- Andreas-Hofer-Denkmal auf dem Bergisel bei Innsbruck (1889–1892, posthum enthüllt)[2]
- Standbild des letzten hessischen Kurfürsten, Friedrich Wilhelm I. im Park von Schloss Hořovice, wo der ehemalige Kurfürst nach seiner Absetzung durch Preußen im Exil lebte.
- Skulpturen „Brunhilde“, „Wotan“ und „Siegfried“ im Gutspark Drehsa bzw. der Drehsaer Schweiz bei Weißenberg in der Oberlausitz
- Figur der rachesinnenden Brunhildis (Schloss Summersberg)[12]